# Weltmeisterschaften der Rhythmischen Sportgymnastik 2005
Die 27. Weltmeisterschaften der Rhythmischen Sportgymnastik fanden 2005 in Baku, Aserbaidschan statt.

## Ergebnisse

### Mehrkampf-Einzel
| Rang | Nation   | Athletin              |
| ---- | -------- | --------------------- |
| 1    | Russland | Olga Kapranowa        |
| 2    | Ukraine  | Hanna Bessonowa       |
| 3    | Russland | Irina Tschaschtschina |

### Mehrkampf-Mannschaft
| Rang | Nation   | Athletin                                                |
| ---- | -------- | ------------------------------------------------------- |
| 1    | Russland | Wera Sessina Olga Kapranowa Irina Tschaschtschina       |
| 2    | Ukraine  | Natalja Godunko Irina Kowalschuk Hanna Bessonowa        |
| 3    | Belarus  | Waleria Kudrilskaja Inna Schukowa Ljubou Tscharkaschyna |

### Gruppe-Mehrkampf
| Rang | Nation   | Athletin |
| ---- | -------- | --- |
| 1    | Russland | Olesja Belugina Tatjana Kurbakowa Olesja Byk Olga Glazkich Ljubow Popowa                                              |
| 2    | Italien  | Elisa Blanchi Fabrizia D’Ottavio Marinella Falca Daniela Masseroni Laura Vernizzi Elisa Santoni                       |
| 3    | Belarus  | Aleksandrina Barysewitsch Vera Dawidowitsch Jewgenia Burlo Dzina Haitsiukewitsch Sinaida Lunina Hlafira Marzinowitsch |

### Gruppe-Mehrkampf mit einem Gerät
| Rang | Nation    | Athletin |
| ---- | --------- | -------- |
| 1    | Bulgarien |          |
| 2    | Italien   |          |
| 3    | Russland  |          |

### Gruppe-Mehrkampf mit zwei Geräten
| Rang | Nation   | Athletin |
| ---- | -------- | -------- |
| 1    | Italien  |          |
| 2    | Russland |          |
| 3    | Belarus  |          |

### Ball
| Rang | Nation   | Athletin        |
| ---- | -------- | --------------- |
| 1    | Russland | Olga Kapranowa  |
| 2    | Ukraine  | Hanna Bessonowa |
| 3    | Belarus  | Irina Schukowa  |

### Band
| Rang | Nation   | Athletin        |
| ---- | -------- | --------------- |
| 1    | Russland | Wera Sessina    |
| 2    | Ukraine  | Hanna Bessonowa |
| 3    | Ukraine  | Natalja Godunko |

### Keulen
| Rang | Nation   | Athletin              |
| ---- | -------- | --------------------- |
| 1    | Russland | Olga Kapranowa        |
| 2    | Ukraine  | Hanna Bessonowa       |
| 3    | Russland | Irina Tschaschtschina |

### Seil
| Rang | Nation   | Athletin              |
| ---- | -------- | --------------------- |
| 1    | Russland | Olga Kapranowa        |
| 2    | Ukraine  | Hanna Bessonowa       |
| 3    | Russland | Irina Tschaschtschina |

### Medaillenspiegel
| Rang | Nation    | Gold | Silber | Bronze | Gesamt |
| ---- | --------- | ---- | ------ | ------ | ------ |
| 1    | Russland  | 7    | 1      | 4      | 12     |
| 2    | Italien   | 1    | 2      | -      | 3      |
| 3    | Bulgarien | 1    | -      | -      | 1      |
| 4    | Ukraine   | -    | 6      | 1      | 7      |
| 5    | Belarus   | -    | -      | 4      | 4      |